# Дискография Эммили де Форест
Дискография датской певицы Эммили де Форест состоит из 2 студийных альбомов, 1 мини-альбома и 6 синглов. Эммили представила Данию на конкурсе песни «Евровидение-2013», где она одержала победу с песней «Only Teardrops».

## Альбомы
| Only Teardrops                                                                   | - Релиз: 6 мая 2013 - Лейбл: Universal - Форматы: Цифровая дистрибуция, CD  | 4 | 140 | 32 | 148 |
| History                                                                          | - Релиз: 9 февраля 2018 - Лейбл: Cosmos - Форматы: Цифровая дистрибуция, CD | — | —   | —  | —   |
| «—» обозначает альбом, который не попал в чарты страны или не был выпущен в ней. |                                                                             |   |     |    |     |

## Мини-альбом
| Название         | Детали                                                                                             | Высшая позиция |
| Название         | Детали                                                                                             | DEN            |
| ---------------- | -------------------------------------------------------------------------------------------------- | -------------- |
| Acoustic Session | - Релиз: 1 сентября 2014 - Лейбл: Universal - Форматы: Цифровая дистрибуция, потоковое мультимедиа | 79             |

## Синглы

### Как ведущая исполнительница
| «Only Teardrops»                                                                | 2013 | 1 | 47 | 7 | 11 | 5  | 5  | 4 | 3 | 3  | 15 | - IFPI DEN: 2× Платиновый | Only Teardrops                           |
| «Hunter & Prey»                                                                 | 2013 | — | —  | — | —  | —  | —  | — | — | —  | —  |                           | Only Teardrops                           |
| «Rainmaker»                                                                     | 2014 | 1 | —  | — | —  | 58 | 65 | — | — | 74 | 73 | - IFPI DEN: Золотой       | Eurovision Song Contest: Copenhagen 2014 |
| «Drunk Tonight»                                                                 | 2014 | — | —  | — | —  | —  | —  | — | — | —  | —  |                           | Внеальбомный сингл                       |
| «Hopscotch»                                                                     | 2015 | — | —  | — | —  | —  | —  | — | — | —  | —  |                           | Внеальбомный сингл                       |
| «Sanctuary»                                                                     | 2017 | — | —  | — | —  | —  | —  | — | — | —  | —  |                           | History                                  |
| «—» обозначает сингл, который не попал в чарты страны или не был выпущен в ней. |      |   |    |   |    |    |    |   |   |    |    |                           |                                          |

### Как приглашённая исполнительница
| Название                               | Год  | Альбом             |
| -------------------------------------- | ---- | ------------------ |
| «Wildfire» (совместно с «Fahrenhaidt») | 2015 | The Book of Nature |

## Автор песни
| Название               | Год  | Исполнитель(-и) | Соавтор(-ы)                    | Альбом                             |
| ---------------------- | ---- | --------------- | ------------------------------ | ---------------------------------- |
| «Never Alone»          | 2016 | Аня Ниссен      | MoZella, Руне Вестберг         | н/д                                |
| «Never Give Up on You» | 2017 | Люси Джонс      | Даниэль Сальседо, Лоури Мартин | Eurovision Song Contest: Kyiv 2017 |